# Hoàng Văn Thụ, thành phố Lạng Sơn
Hoàng Văn Thụ là một phường cũ thuộc thành phố Lạng Sơn, tỉnh Lạng Sơn, Việt Nam.

## Địa lý
Phường Hoàng Văn Thụ nằm ở trung tâm thành phố Lạng Sơn, có vị trí địa lý:
- Phía đông giáp huyện Cao Lộc
- Phía tây giáp phường Tam Thanh
- Phía nam giáp phường Vĩnh Trại
- Phía bắc giáp huyện Cao Lộc và xã Hoàng Đồng.

Phường Hoàng Văn Thụ có diện tích 1,71 km², dân số năm 1999 là 11.455 người, mật độ dân số đạt 6.699 người/km².
Theo thống kê năm 2019, phường Hoàng Văn Thụ có diện tích 1,71 km², dân số là 14.911 người, mật độ dân số đạt 8.720 người/km².